# Blaukappenliest
Der Blaukappenliest (Tanysiptera sylvia), auch Blaukappen-Paradiesleist oder Paradiesliest genannt, ist eine Eisvogel-Art aus der Gattung der Paradieseisvögel, die in Australien und auf Neuguinea vorkommt. Die Bestandssituation dieser Art wird von der IUCN mit ungefährdet (least concern) eingestuft. Es werden zwei Unterarten unterschieden.

## Merkmale
Der Blaukappenliest erreicht inklusive der verlängerten Steuerfedern eine Körperlänge von 29 bis 37 Zentimetern.  Das Gewicht liegt zwischen 38 und 61 Gramm. Es besteht kein auffälliger Geschlechtsdimorphismus.
Er hat einen großen roten Schnabel, einen blauen Stirnfleck, einen schwarzen Gesichtsstreifen, blauschwarze Flügel und eine ockerfarbene Brust. Er hat die typischen verlängerten Schwanzfedern der Paradieseisvögel.

## Vorkommen und Lebensraum
Der Blaukappenliest ist in Papua-Neuguinea, auf dem Bismarck-Archipel sowie auf der Kap-York-Halbinsel von Australien verbreitet. Die zwei Unterarten kommen dabei in folgenden Regionen vor:
- T. s. salvadoriana –  E. P. Ramsay, 1879 – Tiefebenen im Südosten von Neuguinea. Bei dieser Unterart weist das verlängerte Steuerfederpaar schmale blaue Säume auf. Sie sind im Vergleich zur Nominatform an ihrem Ende weniger zweigeteilt und laufen nicht spitz aus.[3] Das Brustgefieder ist außerdem etwas weniger intensiv ockerfarben als bei der Nominatform. Der Mantel ist zwar wie bei der Nominatform zu einem großen Teil schwarz, allerdings ist der Anteil schwarzen Gefieders etwas kleiner. Der Blauton auf Scheitel und Schwingen ist heller.[3]
- T. s. sylvia –  Gould, 1850 – Nordosten von Australien von der Kap-York-Halbinsel bis in die Höhe des Eurimbula-Nationalparks an der nordöstlichen Küste von Queensland. Die australische Population zieht im Winterhalbjahr in den Süden und den Norden von Neuguinea. Es ist bislang nicht geklärt, ob die Nominatform im Winterhalbjahr auch im Verbreitungsgebiet der Unterart  T. s. salvadoriana vorkommt.[3]

Auf Neuguinea besiedelt der Blaukappenliest Monsunwälder der Vorgebirge. Sein Verbreitungsgebiet überlappt sich mit dem des Spatelliest, der zahlreicher als er vorkommt.

## Lebensweise
Der Blaukappenliest ernährt sich von Insekten und anderen Kleintieren, die er am Boden fängt.

## Einzelbelege
1. 1 2   Handbook of the Birds of the World zum Blaukappenliest, aufgerufen am 22. Juni 2017
2. ↑   Beehler &. Pratt: Birds of New Guinea. S. 224.
3. 1 2 3   Beehler &. Pratt: Birds of New Guinea. S. 225.